# Левски (квартал на Варна)
Вижте пояснителната страница за други значения на Левски.
„Левски“ е квартал на Варна, намиращ се в непосредствена близост до кв. „Чайка“, с население около 40 000 жители.
В него са разположени Военноморската болница на Въоръжените сили на България и НАТО, Университетската болница „Св. Марина“, психиатричният диспансер и Техническият университет.
През квартала преминава булевард „Васил Левски“, който отвежда автомобилния трафик към северните квартали на Варна и курортите. От юг бул. „Осми Приморски Полк“, свързващ центъра с пътя за квартал Виница, отделя ж.к. „Левски“ от ж.к. „Чайка“. Булевард „Чаталджа“ отделя кв. „Левски“ от центъра на града. Кварталът се обслужва от автобусни линии 3, 7, 13, 15, 23, 25, 31, 31A, 32, 33, 35 и 209.

## История
Застрояването на зоната около днешния квартал започва още през 30-те години на XX век. През 40-те и 50-те години се построяват и първите къщи от типа еднофамилни кооперации. През 1965 година се полагат основите на ВМЕИ – Варна, а през 1970 г. – на МБАЛ „Света Марина“. Районът започва да се застроява с панелни блокове в края на 60-те години, след засилената урбанизация в града. В квартала е построен и втори корпус на Икономически университет - Варна.